# Cikeduk
Cikeduk is een bestuurslaag in het regentschap Cirebon van de provincie West-Java, Indonesië. Cikeduk telt 4200 inwoners (volkstelling 2010).